# Sępolno Wielkie
Sępolno Wielkie [sɛmˈpɔlnɔ ˈvjɛlkʲɛ] là một ngôi làng thuộc khu hành chính của Gmina Biały Bór, thuộc hạt Szczecinek, West Pomeranian Voivodeship, ở phía tây bắc Ba Lan. Nó nằm khoảng 8 kilômét (5 mi) phía tây bắc Biały Bór, 27 km (17 mi) về phía bắc của Szczecinek và 156 km (97 mi) về phía đông của thủ đô khu vực Szczecin.
Trước năm 1945, khu vực này là một phần của Đức. Đối với lịch sử của khu vực, xem Lịch sử của Pomerania.
Ngôi làng có dân số 360 người.